# Astrosphaeriella fissuristoma
Astrosphaeriella fissuristoma är en svampart som beskrevs av J. Fröhl., K.D. Hyde & Aptroot 2000. Astrosphaeriella fissuristoma ingår i släktet Astrosphaeriella och familjen Melanommataceae.   Inga underarter finns listade i Catalogue of Life.